# アラワク (カクテル)
アラワク（Arawak）とは、ショートドリンクに分類される、ラムをベース（基酒）としたカクテルの1種である。カクテル名は、南アメリカ大陸の先住民族であるアラワク族から取られた。

## 標準的なレシピ
- ラム（ダーク） ： ドライシェリー = 1：1
- アンゴスチュラ・ビターズ = 1dash

### 作り方
ダーク・ラム（色の濃いラム）、ドライシェリー（辛口のシェリー）、アンゴスチュラ・ビターズをミキシング・グラスでステアし、カクテル・グラス（容量75〜90ml程度）に注げば完成である。

### 備考
アンゴスチュラ・ビターズはアロマチック・ビターズでも良い。

## 参考資料
- 若松 誠志 監修 『ベストカクテル』 大泉書店 1997年9月5日発行 ISBN 4-278-03727-9
- 上田 和男 監修 『カクテル・ハンドブック』 池田書店 1997年7月31日発行 ISBN 4-262-12007-4
- C.C.S.（Cocktail Communication Society） 編集 『ベストカクテル』 西東社 2003年5月20日発行 ISBN 4-7916-1155-1